# Порталь, Антуан
Барон Антуан Порталь (Antoine Portal; 5 января 1742, Гайак — 23 июля 1832, Париж) — французский медик, анатом, биолог, историк медицины, педагог, научный писатель. Первый медик короля Людовика XVIII, инициатор создания Парижской медицинской академии. 
Родился в семье аптекаря, был старшим из двенадцати детей; изучал медицину в Альби и Тулузе. В 1765 году получил степень доктора медицины в Монпелье и начал преподавать там анатомию. В 1766 году переехал в Париж и по рекомендации своих знакомых уважаемых медиков был в 1767 году назначен учителем анатомии дофина. В 1769 году стал членом Французской академии наук, в 1772 году занял кафедру анатомии в Коллеж де Франс. В 1776 году получил должность профессора анатомии при Саде растений, в 1793 году занял кафедру анатомии в только что созданном на тот момент Национальном музее естествознания. С 1788 года состоял главным медиком у короля Людовика XVIII, сохранив эту должность и при Карле X. Благодаря покровительству короля в 1820 году сумел основать в Париже медицинскую академию, объединившую в своём штате ведущих хирургов того времени, став её почётным президентом. Активно занимался улучшением состояния государственных больниц и благотворительностью.
Наиболее известные работы: «Histoire de l’anatomie et de la chirurgie» (семь томов, 1770—1773) и «Anatomie médicale» (пять томов, 1803).